# إيرل غرانت
إيرل غرانت (بالإنجليزية: Earl Grant) هو عازف بيانو وموسيقي ومغني أمريكي، ولد في 20 يناير 1933 في إيدابيل في الولايات المتحدة، وتوفي في 10 يونيو 1970 في لوردزبورغ في الولايات المتحدة.

## وصلات خارجية
- إيرل غرانت على موقع IMDb (الإنجليزية)
- إيرل غرانت على موقع ميوزك برينز (الإنجليزية)
- إيرل غرانت على موقع أول ميوزيك (الإنجليزية)
- إيرل غرانت على موقع ديسكوغز (الإنجليزية)
- إيرل غرانت على موقع قاعدة بيانات الفيلم (الإنجليزية)